# كويكب 2009 JF1
الكويكب 2009 JF1 هو جسم صغير قريب من الأرض يجب أن يمر في حدود 0.3 AU (45 مليون كـم) من الأرض في عام 2022. في 5 فبراير 2022 تمت إعادة قياس مشاهدات 2009 JF1 بشكل كبير مما قلل من احتمالات حدوث اصطدام بالأرض . في 6 مايو 2022 كانت لديه فرصة 1 من 140000 للتأثير على الأرض . يقدر أن قطره يبلغ 10 أمتار مما يجعله أصغر من نيزك تشيليابينسك . ولديه قوس مراقبة على مداره قصير جدًا يبلغ 1.2 يومًا ولم يتم ملاحظته منذ عام 2009. في 6 مايو 2022 ، كان من المتوقع أن يكون على بعد 0.2 AU (30 مليون كـم) من الأرض ولكن منطقة عدم اليقين تبلغ ± 23 مليون كـم (0.15 AU) . كانت أقرب مسافة بينه وبين الأرض في 15 مايو 2022 وكان من الممكن أن تصل درجة لمعان الكويكب إلى القدر الظاهري 26 فقط ، مما يجعله باهتًا للغاية بحيث لا يمكن للمسوحات الآلية اكتشافه. مع تصنيف مقياس باليرمو المقدر بــ -4.41 ، كانت احتمالات الاصطدام بالأرض 1/ 26000 أقل من مستوى الخطر بالنسبة لكويكب بهذا الحجم.
| تاريخ      | تأثير </br> احتمالا </br> (1 في) | آفاق مختبر الدفع النفاث </br> مركزية الأرض الاسمي </br> المسافة ( AU ) | نيودس </br> مركزية الأرض الاسمي </br> المسافة (AU) | MPC </br> مركزية الأرض الاسمي </br> المسافة (AU) | Find_Orb </br> مركزية الأرض الاسمي </br> المسافة (AU) | ريبة </br> منطقة </br> ( 3 سيغما ) |
| ---------- | -------------------------------- | ---------------------------------------------------------------------- | -------------------------------------------------- | ------------------------------------------------ | ----------------------------------------------------- | ---------------------------------- |
| 2022-05-06 | 140000                           | 0.19 AU (28 مليون كـم)                                                 | 0.16 AU (24 مليون كـم)                             | 0.19 AU (28 مليون كـم)                           | 0.19 AU (28 مليون كـم)                                | ± 23 million km                    |

بعد حوالي شهرين من الاقتراب من الأرض ، وصل إلى موقع الحضيض بالنسبة للشمس (أقرب اقتراب من الشمس) ، لكن وقت المرور بالحضيض لا يُعرف إلا بدقة تبلغ ± 3 أيام. لم يتم العثور على الكويكب بسبب صغر حجمه وبعده عن الأرض.

## أنظر أيضا
- (52768) 1998 OR2
- 2006 QV89
- 2018 VP1

## روابط خارجية
- قالب:NeoDys
- قالب:ESA-SSA
- كويكب 2009 JF1 في قاعدة بيانات مختبر الدفع النفاث لأجرام النظام الشمسي الصغيرة

- الاكتشاف · مخطط المدار ·  العناصر المدارية · المعلمات المادية